# Spiroplasma ixodetis
Spiroplasma ixodetis è una specie di batterio appartenente alla famiglia delle Spiroplasmataceae.